# Ездец
Езде́ц (драконоборец, змееборец) — один из главных элементов государственного герба России. В общем виде — всадник, поражающий крылатого змея (дракона). 
В настоящее время блазон представляет собой: 
серебряного всадника в синем плаще на серебряном коне, поражающего серебряным копьём чёрного опрокинутого навзничь и попранного конём змея»

## Происхождение
Изображения конного воина начали появляться на актовых печатях древнерусских князей в начале XIII века. Впервые его стал использовать новгородский князь Мстислав Удатный, встречается она и в печати Александра Невского. Первым московским князем, кто начал использовать в своей печати изображение воина, был Дмитрий Донской. До него московские князья изображали на печатях всадника с соколом в руке; подобный мотив часто встречается на монетах XIV — середины XV веков. При великих князьях Василии I и Василии II всадник-сокольник сосуществует со всадником-воином. Наконец, при Иване III верх берёт изображение всадника-воина. Драконоборец изображается с одной стороны печати великого князя, в то время как с другой стороны — двуглавый орёл.
Возникновение змееборческого сюжета в русских княжествах совпадает со временем, последовавшим за победой Дмитрия Московского на Куликовом поле. Сыновья Дмитрия Ивановича, его племянники, внук, правнук, князья, придерживающиеся «московской ориентации», например Василий Михайлович Кашинский, считали этот сюжет «своим», помещая на печатях и монетах, а также на бытовых предметах. Значительное распространение подобный сюжет получает на деньгах московского князя Василия II, переходя затем на монеты его сына Ивана III, который использует всадника, поражающего дракона, буквально с первых лет правления не только на монетах, но и на печатях, наградных деньгах.
Со времени Ивана Грозного и раньше всадник на русских монетах и печатях трактовался как «князь великий на коне, а имея копье в руце». Подобная трактовка изображения оставалась неизменной до начала XVIII века, и только в петровское время (примерно с 1710-х) его впервые стали называть «святым Георгием». Это было связано с установлением имперской эмблематики.
Среди исследователей неоднократно поднимался вопрос об итальянском следе в происхождении русского ездеца.

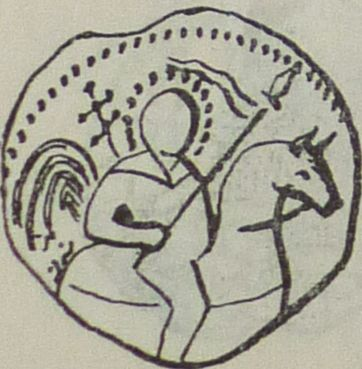
Всадник на печати Мстислава Удатного, XIII век
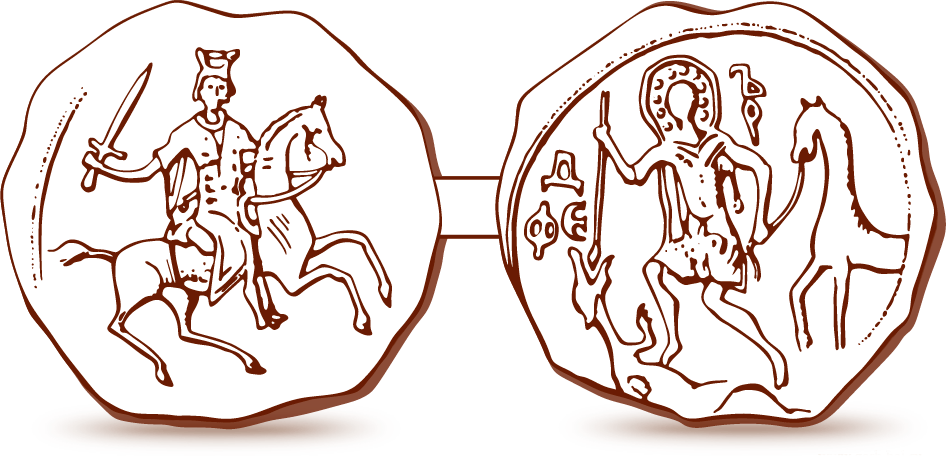
Печать Александра Невского. После 1236 года
Оборотная сторона печати Дмитрия Донского, XIV век
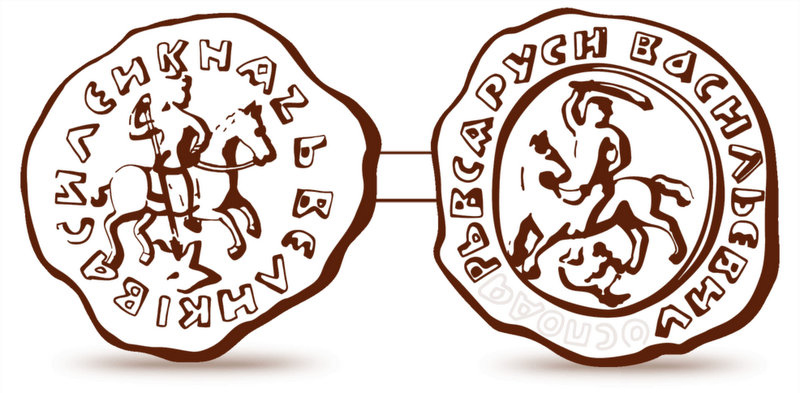
Монета Василия Тёмного. Середина XV века
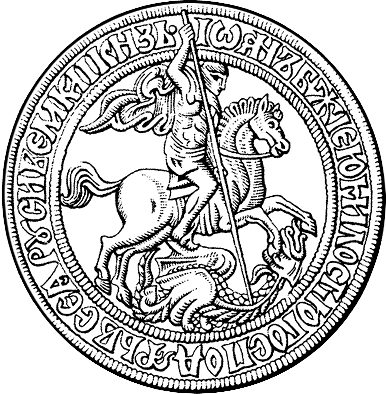
Лицевая сторона печати великого князя Ивана III, конец XV века
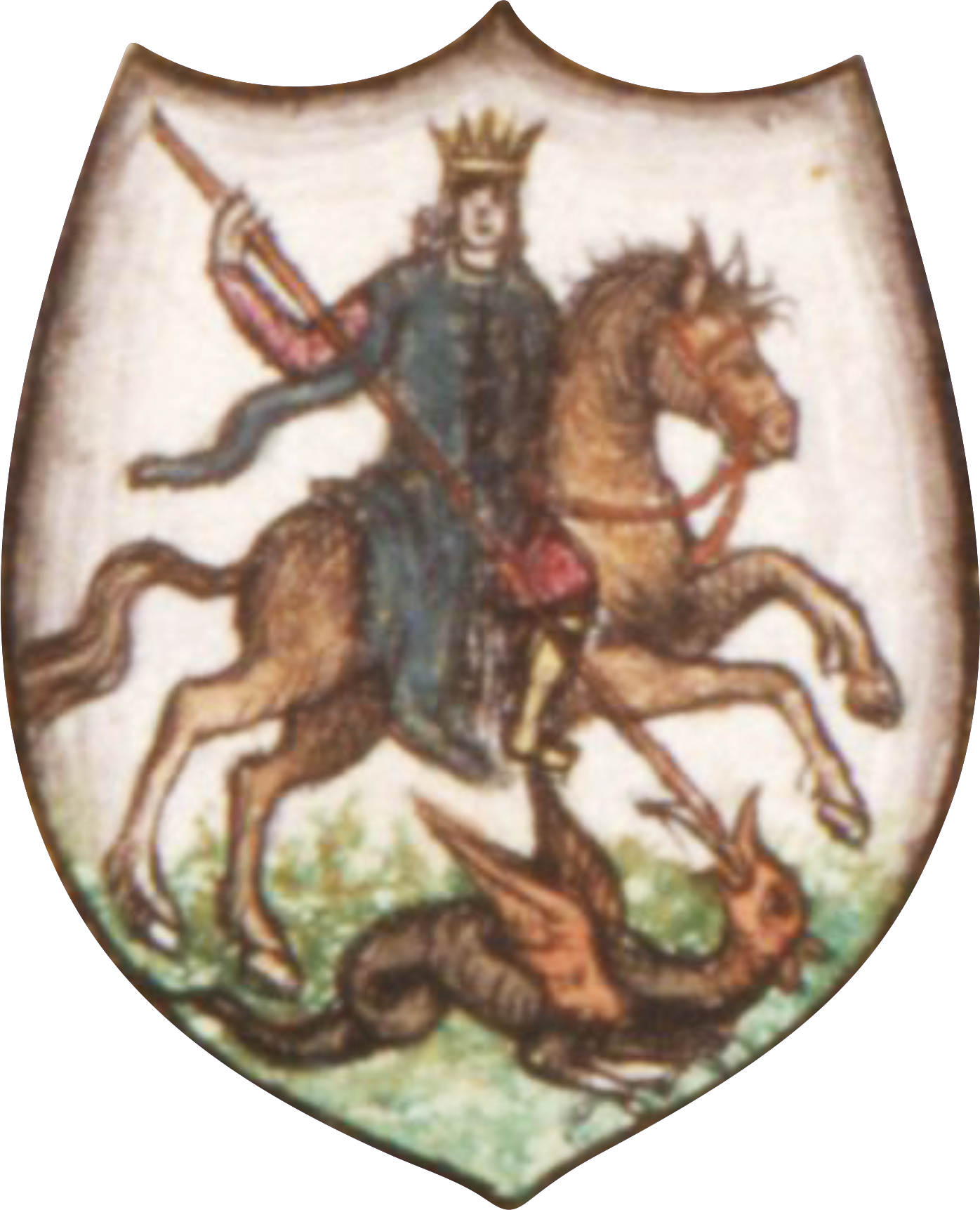
Всадник с государственного герба времён царя Алексея Михайловича, 1667 год
Герб Московской губернии, 1856 год
Изображение Московского герба на Большом государственном гербе Российской империи 1882 года
Современный герб Москвы